# Divize B 1983/1984
V soubojích 19. ročníku České divize B 1983/84 se utkalo 16 týmů dvoukolovým systémem podzim - jaro. Tento ročník fotbalové soutěže začal v srpnu 1983 a skončil v červnu 1984.

## Nové týmy v sezoně 1983/84
Z 2. ligy – sk. A 1982/83 sestoupilo do Divize B mužstvo TJ Kovostroj Děčín. Z krajských přeborů ročníku 1982/83 postoupila vítězná mužstva TJ Sokol Brňany ze Severočeského krajského přeboru a TJ Lokomotiva Cheb ze Západočeského krajského přeboru a TJ EMĚ Mělník ze Středočeského krajského přeboru. Také sem bylo přeřazena mužstva TJ Braník Pragoflora z Divize A a TJ Fruta Vojkovice z Divize C.

## Výsledná tabulka
| Poř. | Tým                    | Z  | V  | R  | P  | VG | OG | B  |
| ---- | ---------------------- | -- | -- | -- | -- | -- | -- | -- |
| 1.   | TJ Kovostroj Děčín     | 26 | 20 | 3  | 3  | 58 | 19 | 43 |
| 2.   | TJ Slovan Varnsdorf    | 26 | 12 | 6  | 8  | 47 | 37 | 35 |
| 3.   | TJ Slavoj Litoměřice   | 26 | 12 | 4  | 10 | 34 | 30 | 28 |
| 4.   | TJ Jiskra Nový Bor     | 26 | 10 | 7  | 9  | 37 | 37 | 27 |
| 5.   | TJ Sokol Brňany        | 26 | 10 | 6  | 10 | 40 | 48 | 26 |
| 6.   | TJ Lokomotiva Cheb     | 26 | 11 | 6  | 9  | 43 | 41 | 28 |
| 7.   | TJ Uhelné sklady Praha | 26 | 8  | 9  | 9  | 41 | 41 | 25 |
| 8.   | TJ Slovan Kadaň        | 26 | 6  | 13 | 7  | 37 | 42 | 25 |
| 9.   | TJ Slavoj Vyšehrad     | 26 | 9  | 6  | 11 | 37 | 38 | 24 |
| 10.  | TJ Montáže Praha       | 26 | 9  | 6  | 11 | 35 | 37 | 24 |
| 11.  | TJ EMĚ Měník           | 26 | 8  | 8  | 10 | 41 | 51 | 24 |
| 12.  | TJ Fruta Vojkovice     | 26 | 8  | 7  | 11 | 45 | 41 | 23 |
| 13.  | VTJ Karlovy Vary       | 26 | 6  | 10 | 10 | 20 | 26 | 22 |
| 14.  | TJ Braník Pragoflora   | 26 | 4  | 9  | 13 | 30 | 46 | 17 |

Poznámky:
- Z = Odehrané zápasy; V = Vítězství; R = Remízy; P = Prohry; VG = Vstřelené góly; OG = Obdržené góly; B = Body

|  | Postup do 3. ligy – sk. A 1984/85                |
|  | Sestup do příslušného oblastního přeboru 1984/85 |